# Světová kuchyně

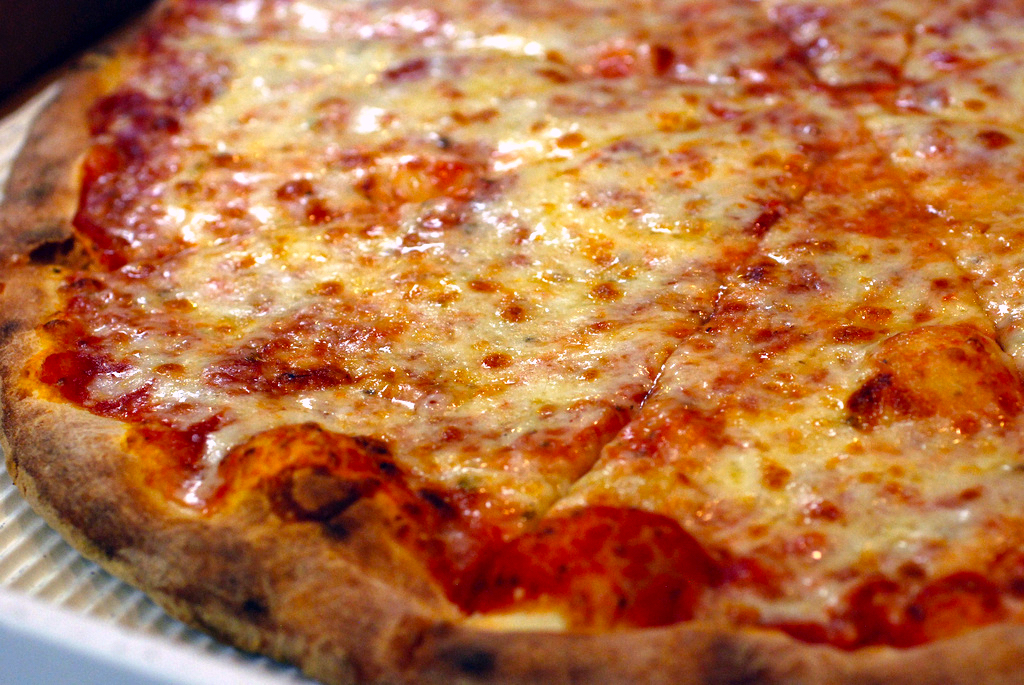
Pizza na newyorský způsob. Pizza v různých podobách je rozšířená po celém světě.

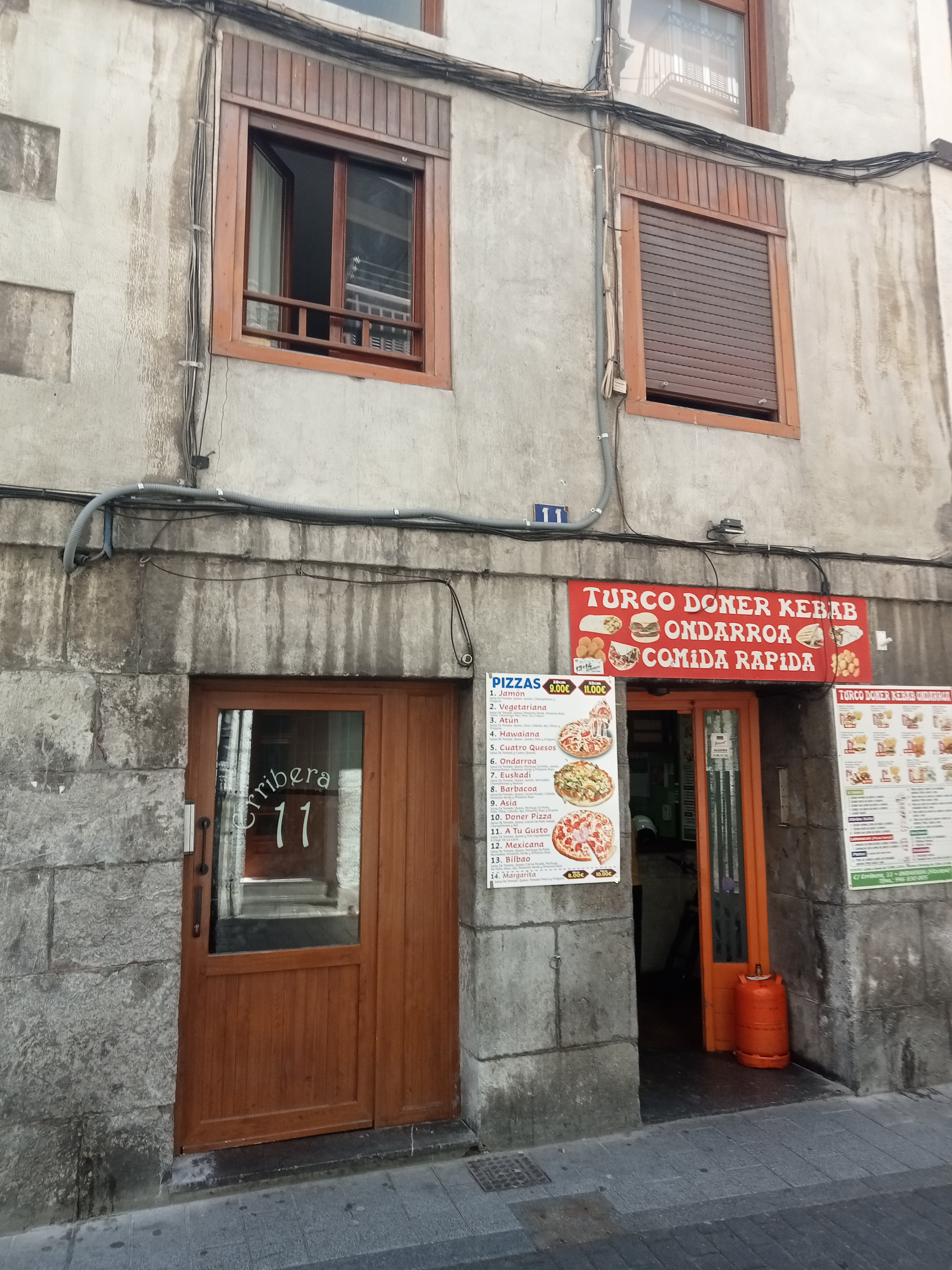
Stánek s pizzou, döner kebabem a hamburgery, pokrmy z různých částí světa, ve městě Ondarroa ve španělském Baskicku

McDonald's v Japonsku

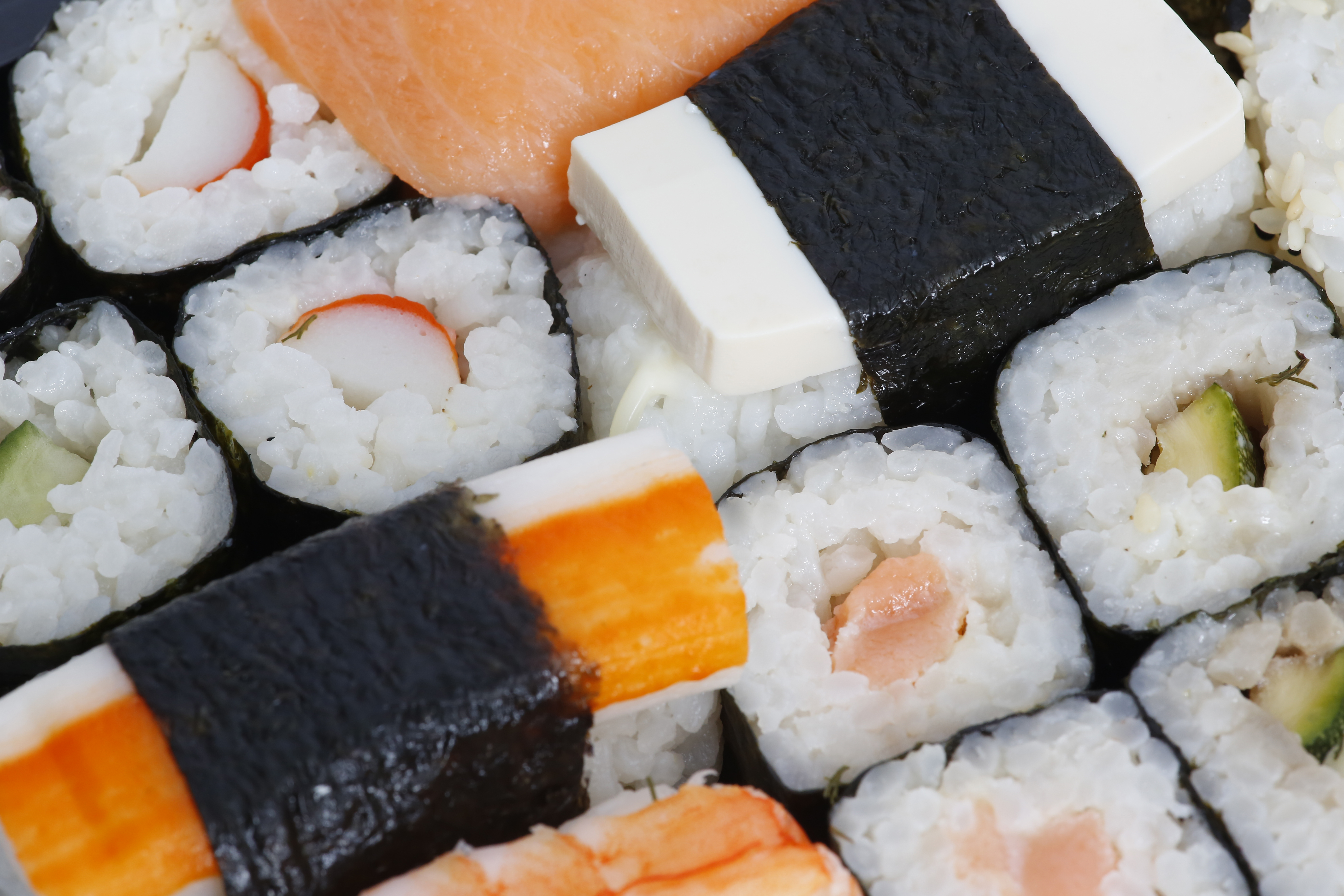
Japonské suši

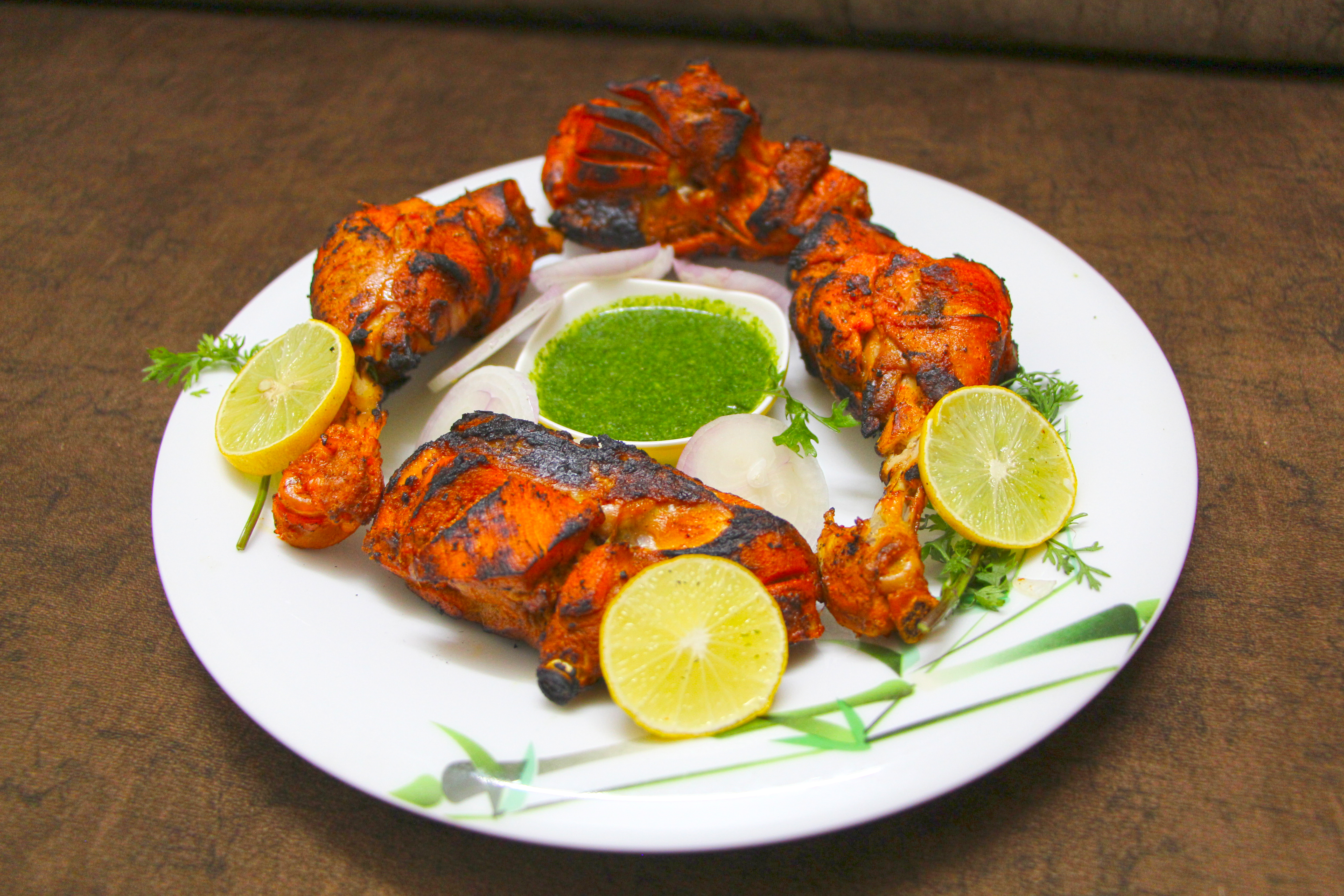
Indické kuře tandoori

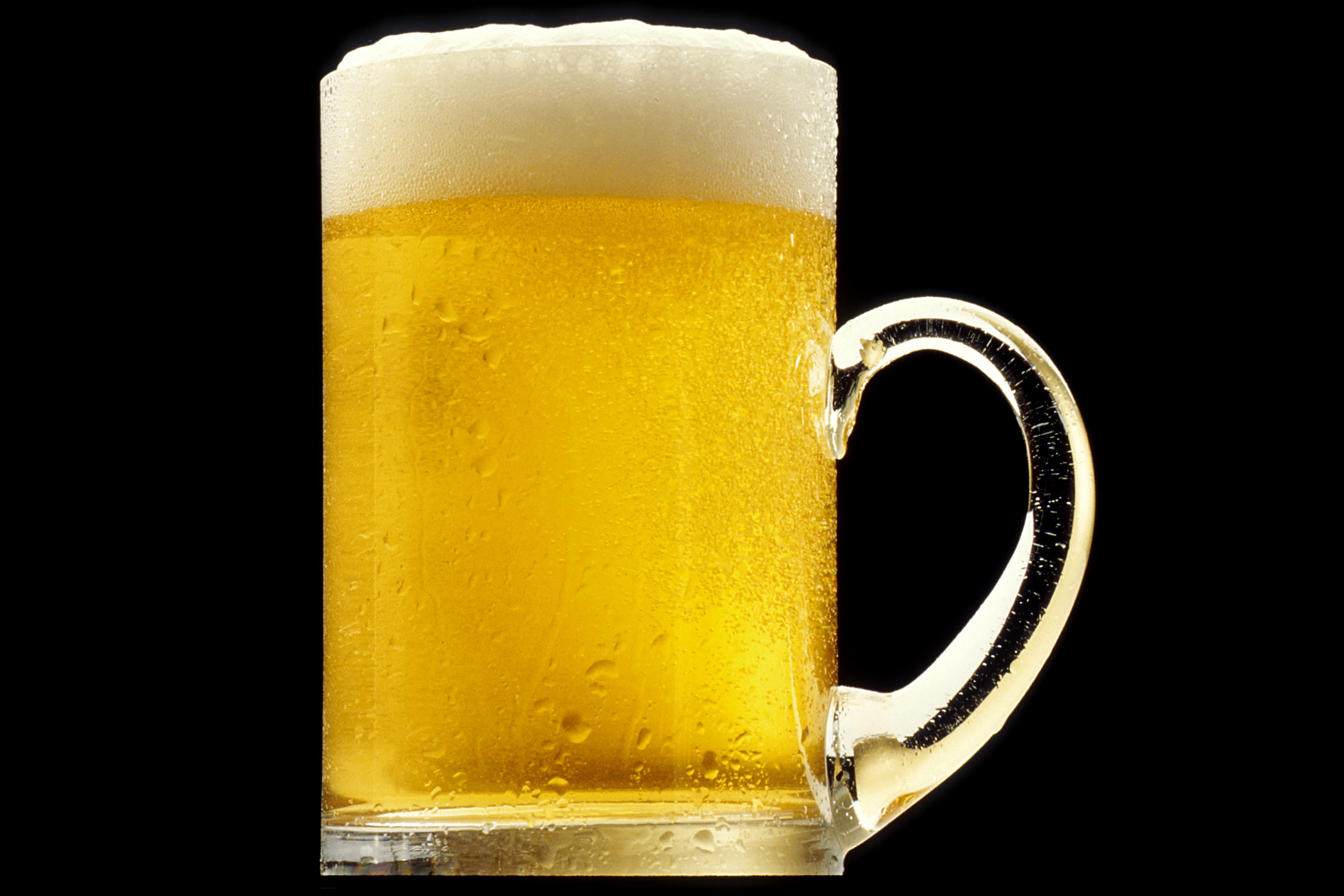
Sklenice piva

Světová kuchyně, též globální kuchyně, je termín označující způsoby přípravy jídla, typické suroviny a pokrmy, které se používají v téměř všech částech světa. To zahrnuje gastronomické tradice z určitého regionu, které se díky globalizaci rozšířily do celého světa, tak i postupy, které se nezávisle na sobě přirozeně používají ve všech částech světa (například používání ohně nebo soli během přípravy pokrmů).
Různé suroviny a pokrmy se začaly šířit mezi kontinenty již od starověku. Mezi plodiny pocházející z jednoho specifického regionu světa, které se posléze rozšířily celosvětově, patří například rýže (původní v jihovýchodní Asii), kukuřice (původní ve střední Americe), pšenice (původní na Blízkém východě) nebo brambory (původní v Andách v Jižní Americe).
Pokrmy a kulinářské postupy ze specifických regionů se začaly ve velkém celosvětově rozšiřovat až v rámci globalizace ve druhé polovině 20. století. Mnoho z těchto pokrmů pochází z kuchyní západních států, především z americké kuchyně, které se šířily díky americkým fastfoodům otevírajícím pobočky po celém světě (například McDonald's, viz termín mcdonaldizace). S globalizací kuchyně souvisí také glokalizace, což znamená, že se pokrm přejatý z jiné části světa upraví ve stylu a chuti kuchyně lokální. Příkladem mohou být upravené nabídky restaurací McDonald's v různých zemích (v některých indických pobočkách není vůbec podávané hovězí a vepřové maso, mnoho pokrmů je vegetariánských atp. Jiným příkladem může být McSmažák, hamburger se smaženým sýrem, podávaný v Česku). Jiným příkladem mohou být filipínské špagety, filipínská variace italských špaget s omáčkou z banánového kečupu.
V přeneseném významu pojem světová kuchyně také označuje souhrn všech světových národních a regionálních kuchyní.

## Příklady pokrmů a nápojů ze světové kuchyně
Regiony, ze kterých pocházejí pokrmy a nápoje, které se posléze rozšířily celosvětově (výběr):
- USA: hamburger, hot dog, brambůrky, cupcake, donut, cheescake, kola
- Mexiko: taco, burrito, salát Caesar
- Itálie: pizza, špagety, rizoto
- Francie: croissant, omeleta
- Velká Británie: sendvič
- Belgie: hranolky, vafle
- Německo: preclíky, slané tyčinky
- Rusko: bramborový salát, vodka
- Čína: čínské nudle, jarní závitky, čaj
- Japonsko: suši
- Indie: kari, kuře tandoori
- Etiopie: káva
- Blízký východ: kebab, šaurma, hummus, jogurt, baklava, pilaf
- Středomoří: víno
- Karibik: rum
- Z různých zemí: pivo, zmrzlina, chléb, masové koule, rybí polévka